# Делева
Делева́ — село в Україні, у Олешанській сільській громаді Івано-Франківського району Івано-Франківської області. До 2020 року центр сільради. Населення — 1712 осіб.

## Розташування
На правому березі Дністра, за 30 км від центру громади, 54 км від залізничної станції Івано-Франківськ.

## Делівські водоспади

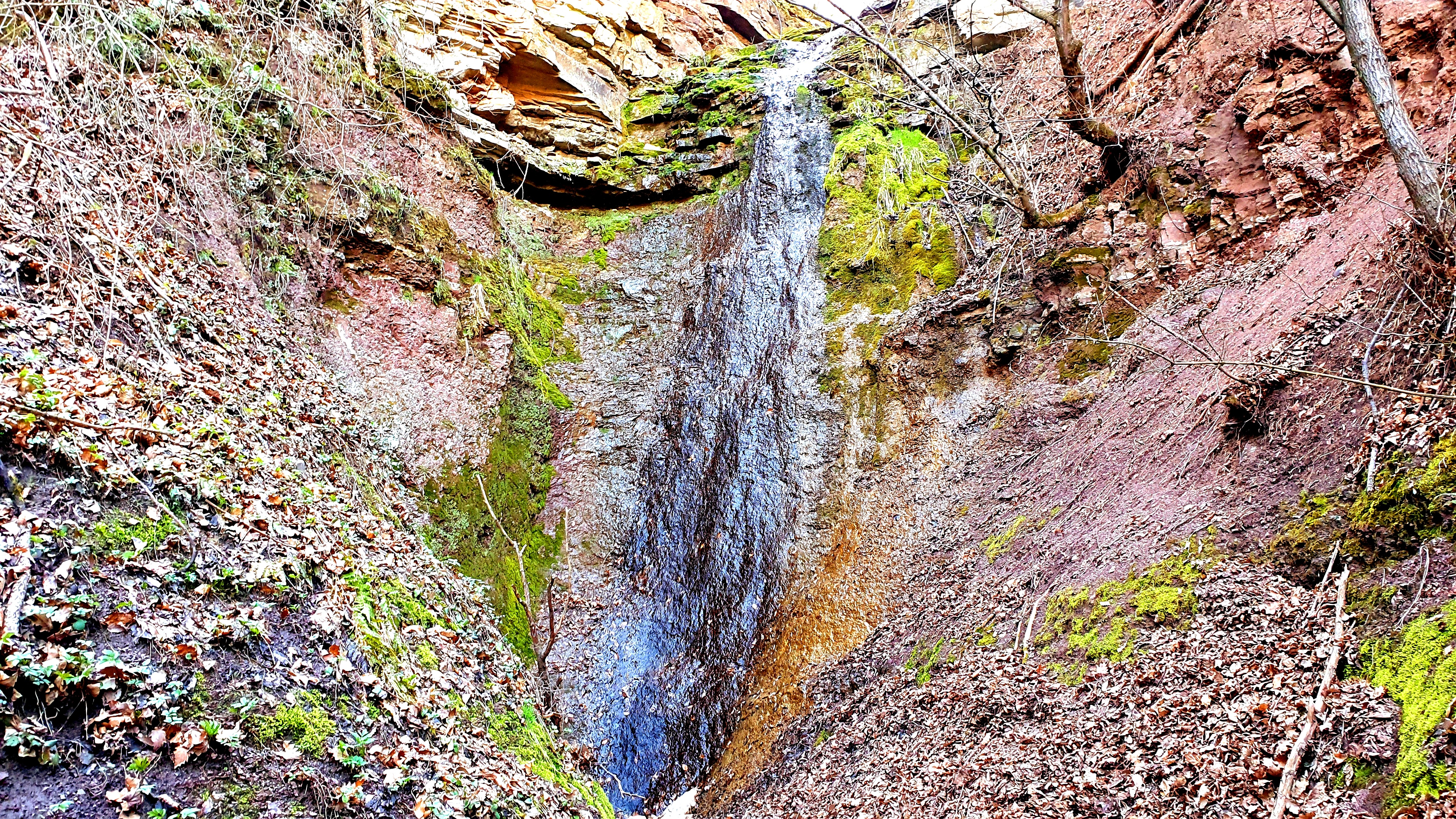
Найвищий з Делівських водоспадів

На околиці села є шість водоспадів різної висоти, які розташовані на двох безіменних струмках майже в самому гирлі — за декілька десятків метрів від їхнього впадіння у Дністер. Струмки маловодні (місцева назва їх району розташування — Северкова та Бу́ковина), в посушливу погоду майже пересихають. Висота найвищого водоспаду — бл. 16 м.

## Сучасність
У селі працює одинадцятирічна школа, клуб, бібліотека, фельдшерсько-акушерський пункт, відділення зв'язку, 2 магазини, ощадкаса. Споруджено 258 житлових будинків.

## Спорт
28 червня 2012 року у дитячому таборі «Надія» з нагоди державного свята Дня Конституції України проводилися Малі Олімпійські ігри. Ініціаторами проведення виступили відділення Національного олімпійського комітету України в Івано-Франківській області, головне управління у справах сім'ї молоді та спорту ОДА, обласний центр фізичного здоров'я «Спорт для всіх».

## Історія
Біля села є два городища — біля хутора Луг та навпроти села Стінка. У лісі на горбі в 1932 році виявлено шість давньоруських підплитових поховань. Одне поховання було обставлено каменями, при другому були залишки домовини. З похоронного інвентаря знайдено кільце і срібний перстень. Всього знайдено 8 різночасових поселень. [Архівовано 24 лютого 2021 у Wayback Machine.]
Уперше село згадується 1427 року.
У 1934—1939 рр. село входило до об'єднаної сільської ґміни Олєша Тлумацького повіту.
У 1939 році в селі проживало 1 950 мешканців, з них 1 670 українців-грекокатоликів, 260 українців-римокатоликів, 10 поляків і 10 євреїв
23 жовтня 1940 р. указом Президії Верховної Ради УРСР Делівська сільська рада передана з Отинянського району до Обертинського району.
7 червня 1946 року указом Президії Верховної Ради УРСР хутір Мостисько Делівської сільради Тлумацького району перейменовано хутір Мостище.

### Релігія
- церква Введення в храм Пресвятої Богородиці належить до УГКЦ. Настоятель протоієрей Богдан Морикіт.
- церква Введення в храм Пресвятої Богородиці належить до ПЦУ. Настоятель протоієрей Іван Стефанюк, чин освячення відбувся у вересні 2015-го[5].
- 2007 року релігійна громада ПЦУ передала в Угорницький монастир церкву Введення в храм Пресвятої Богородиці 1853 р.
- парафіяльний костел Пречистої Діви Марії з гори Кармель (1912, мурований, за типовим проєктом архітектора Тадея Обмінського)[6]

## Відомі люди
- Іванцев Денис-Лев Лук'янович — український художник.
- Іванцев Ігор Денисович (1942—2022) — кандидат історичних наук, професор, відмінник освіти України.